# El préstamo
«El préstamo» es una canción del cantautor colombiano Maluma, escrita en colaboración con Edgar Barrera, lanzada el 9 de marzo de 2018 por la discográfica Sony Music Latin. Es el tercer sencillo del tercer disco del reguetonero, F.A.M.E. (2018).

## Antecedentes
El ídolo latino habló sobre su nuevo tema musical y Maluma dijo: 

«es una canción que nació hace dos meses en Medellín, en mi casa, en mi estudio...encontré la fórmula ideal par armar todo lo que vendrá en el disco nuevo, con mi propio sonido, un sonido Maluma... Es una canción de doble sentido, que habla del amor y cómo las relaciones que nos dejan mal en el pasado afectan las del futuro. Hora de recuperar el alma cantando pues.... yo no lo di, yo solo lo presté»

## Video musical
El vídeo musical fue lanzado el mismo día que se estrenó el sencillo en el canal oficial de Maluma en YouTube, nuevamente dirigido por Jessy Terrero, que previamente dirigió los vídeos de Felices los 4 (el primer sencillo del disco) y Corazón (el segundo sencillo del disco). Cuenta con la participación femenina de la modelo estadounidense Jenny Watwood. Fue filmado en Los Ángeles y relata una historia de amor con aventuras, policías, y ladrones al estilo de Bonnie y Clyde con un giro inesperado, donde el mal, el amor y la justicia son protagonistas. La pareja llega a un banco, estudia el terreno y prepara todo lo necesario para realizar el robo del año. Las cosas salen tal como lo habían imaginado, pero en esto del placer y los negocios las cosas no siempre salen bien. Maluma es traicionado.

## Posicionamiento en listas
| Lista (2018)                     | Mejor posición |
| -------------------------------- | -------------- |
| Argentina (Monitor Latino)       | 7              |
| Bolivia (Monitor Latino)         | 5              |
| Chile (Monitor Latino)           | 10             |
| Colombia (National Report)       | 7              |
| Costa Rica (Monitor Latino)      | 16             |
| Ecuador (National-Report)        | 6              |
| España (PROMUSICAE)              | 10             |
| Estados Unidos (Hot Latin Songs) | 10             |

## Certificaciones
| País   | Organismo certificador | Certificación | Ventas certificadas | Ref.   |
| ------ | ---------------------- | ------------- | ------------------- | ------ |
| España | PROMUSICAE             | Platino       | 40 000              |        |
| México | AMPROFON               | 3× Platino    | 240 000             | [ 11 ] |